# 布瓦西-丹格拉斯路

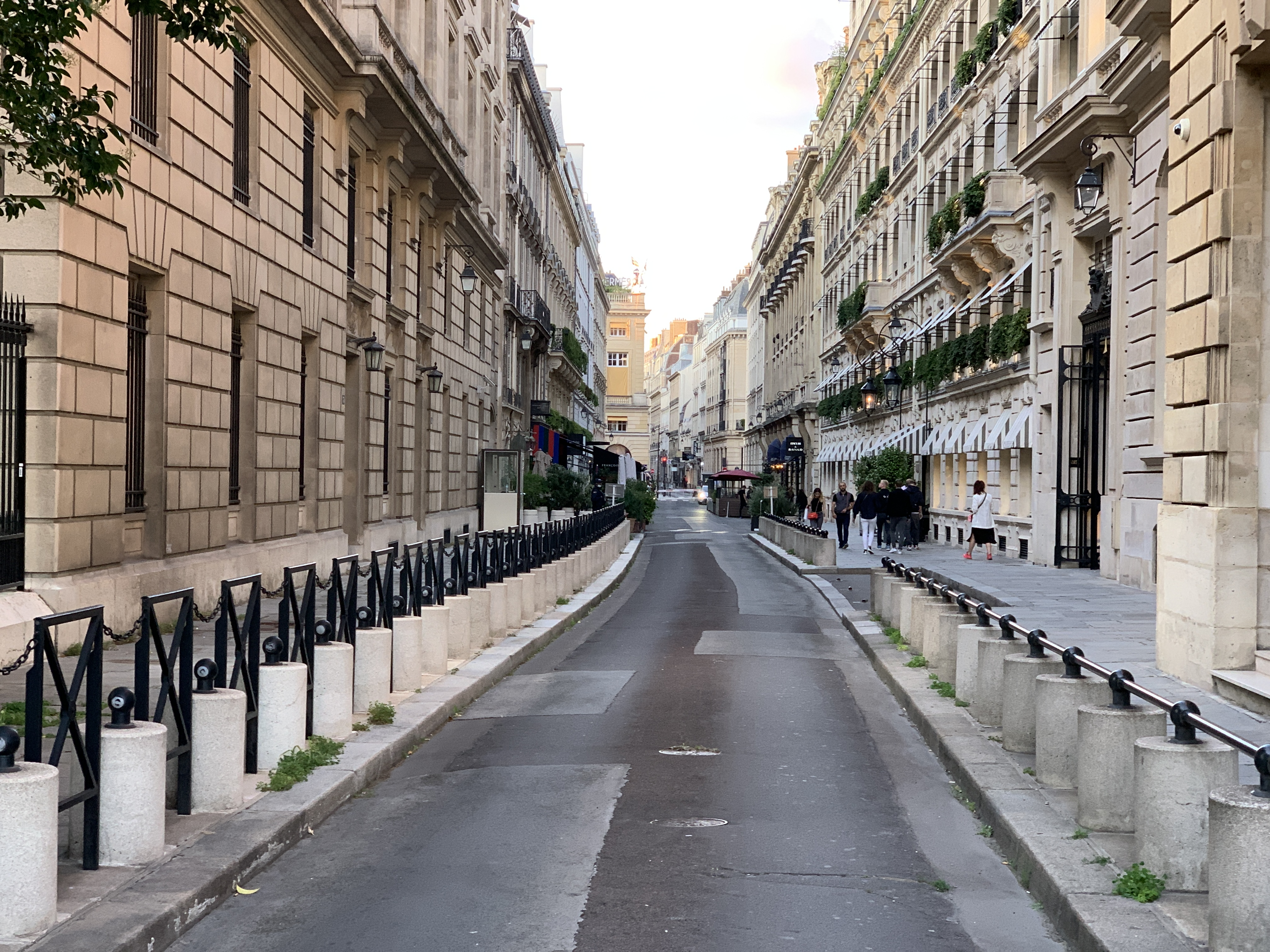
布瓦西-丹格拉斯路（2021年8月）

布瓦西-丹格拉斯路（Rue Boissy-d'Anglas）是巴黎第八区的一条街道。开始于加布里埃尔大街和协和广场10号，结束于马勒塞尔布大道5号。长372米，宽13米。

## 历史

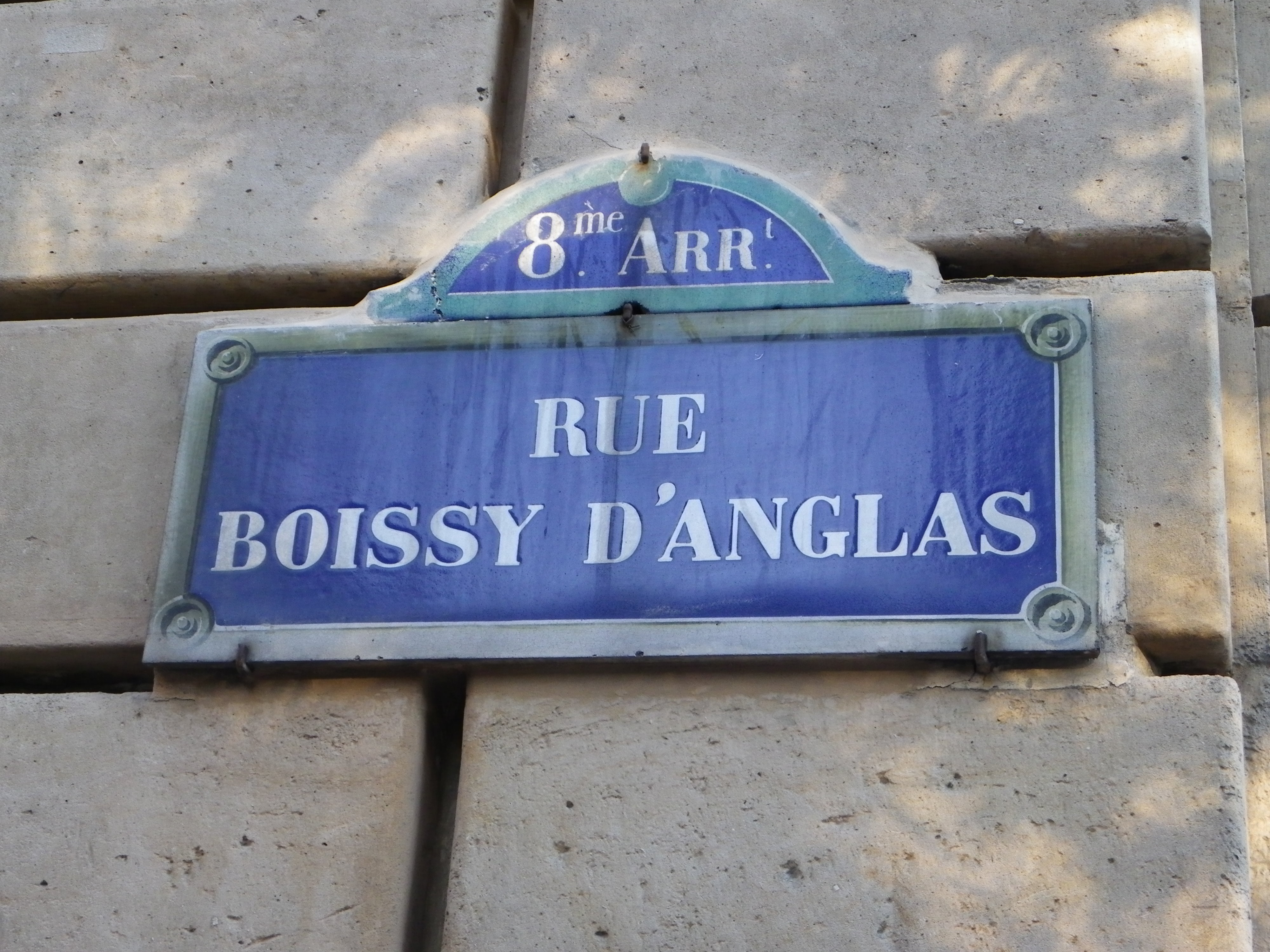

此处在中世纪曾为巴黎的市郊，1652年开始规划。它曾经使用过香榭丽舍路（rue des Champs-Élysées）、玛德琳路（rue de la Madeleine）等名称。1865年10月2日改为现名，以法国政治家弗朗索瓦-安托万·布瓦西·丹格拉斯（François-Antoine de Boissy d'Anglas）命名。

## 建筑

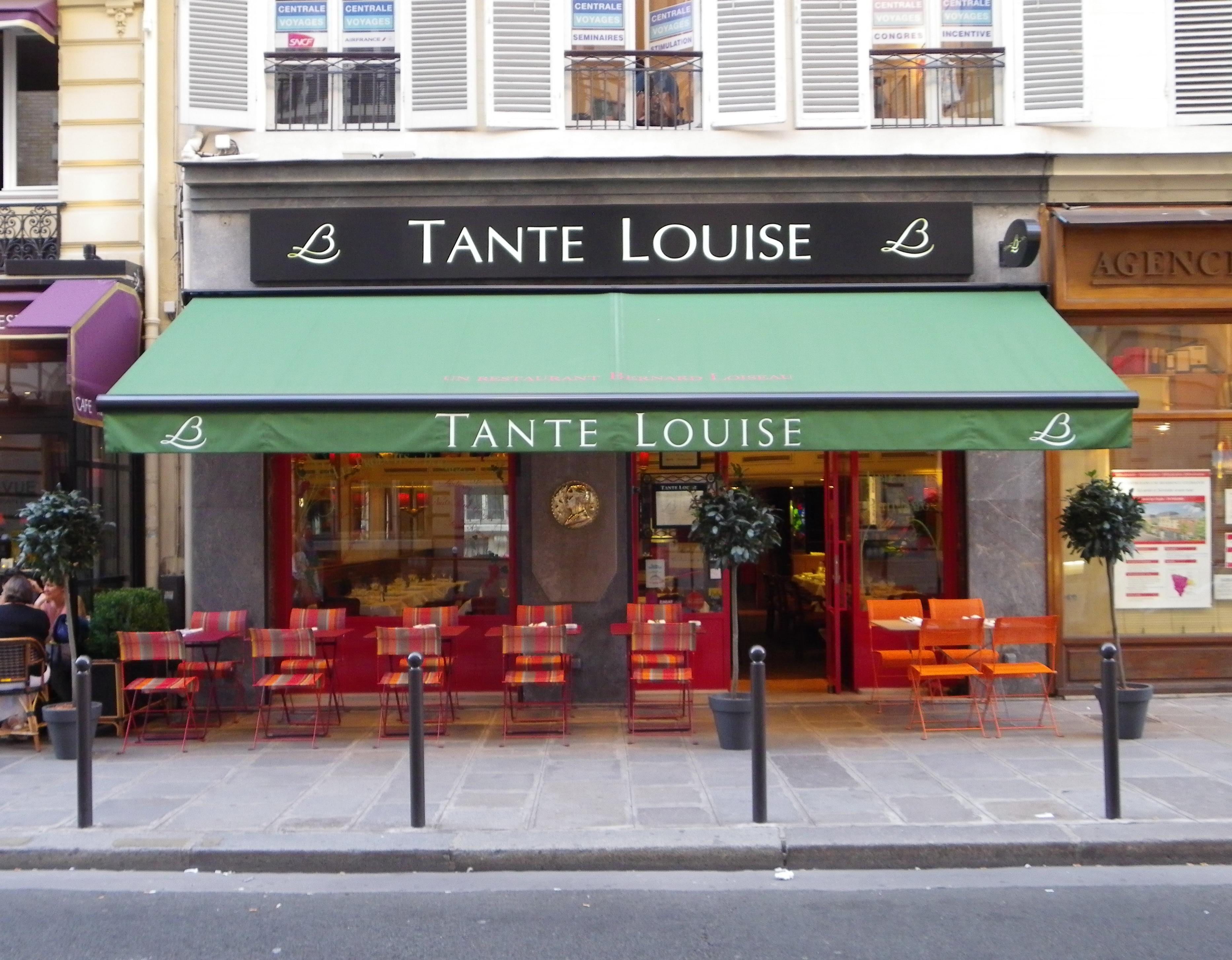

- 1-5号 : 美国驻法国大使馆，新古典主义风格
- 2号 : 克里雍大饭店(正门协和广场10号）
- 9号 : Farnesina餐厅
- 15号
- 16号

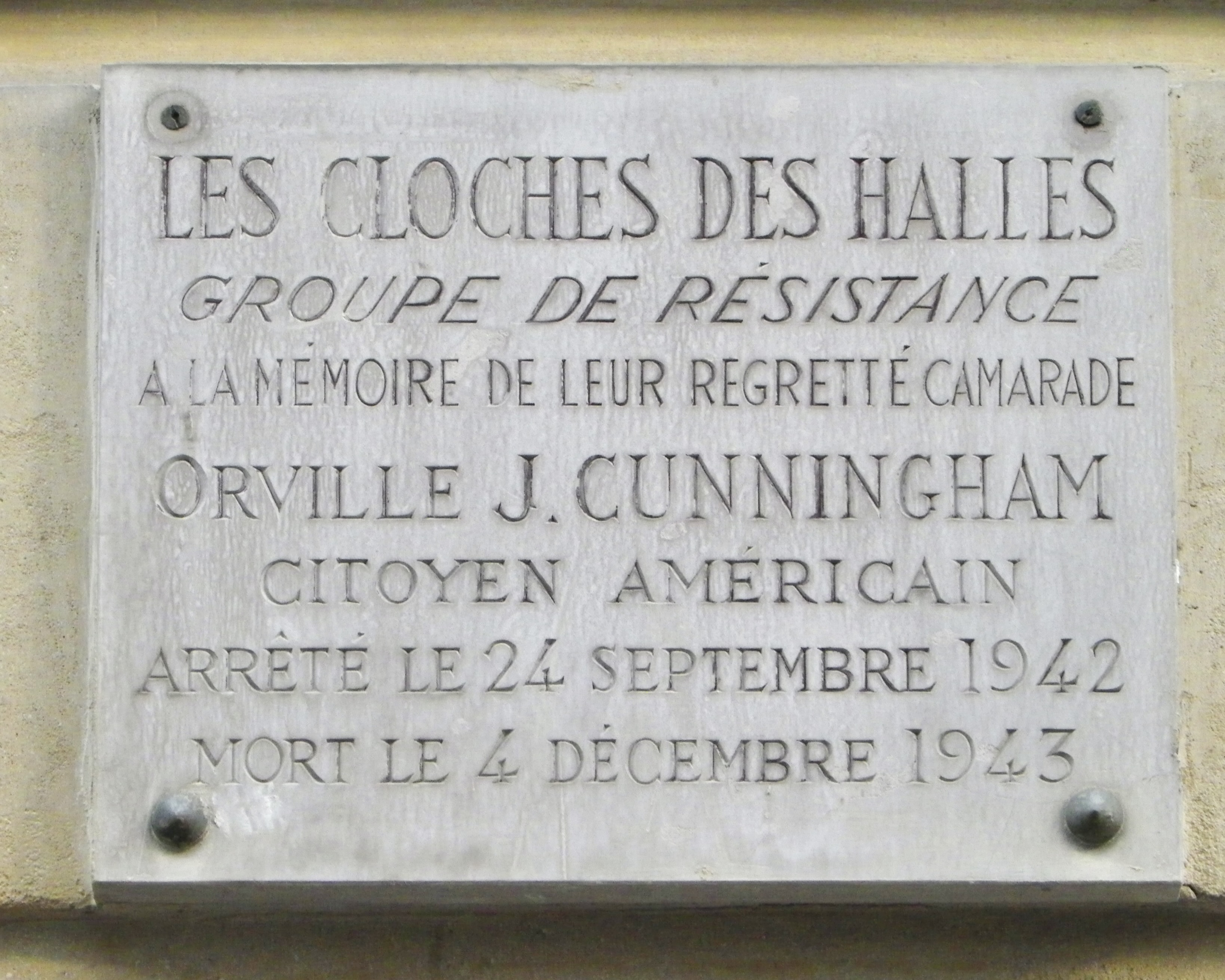

- 24号 :皇家村（Village royal）

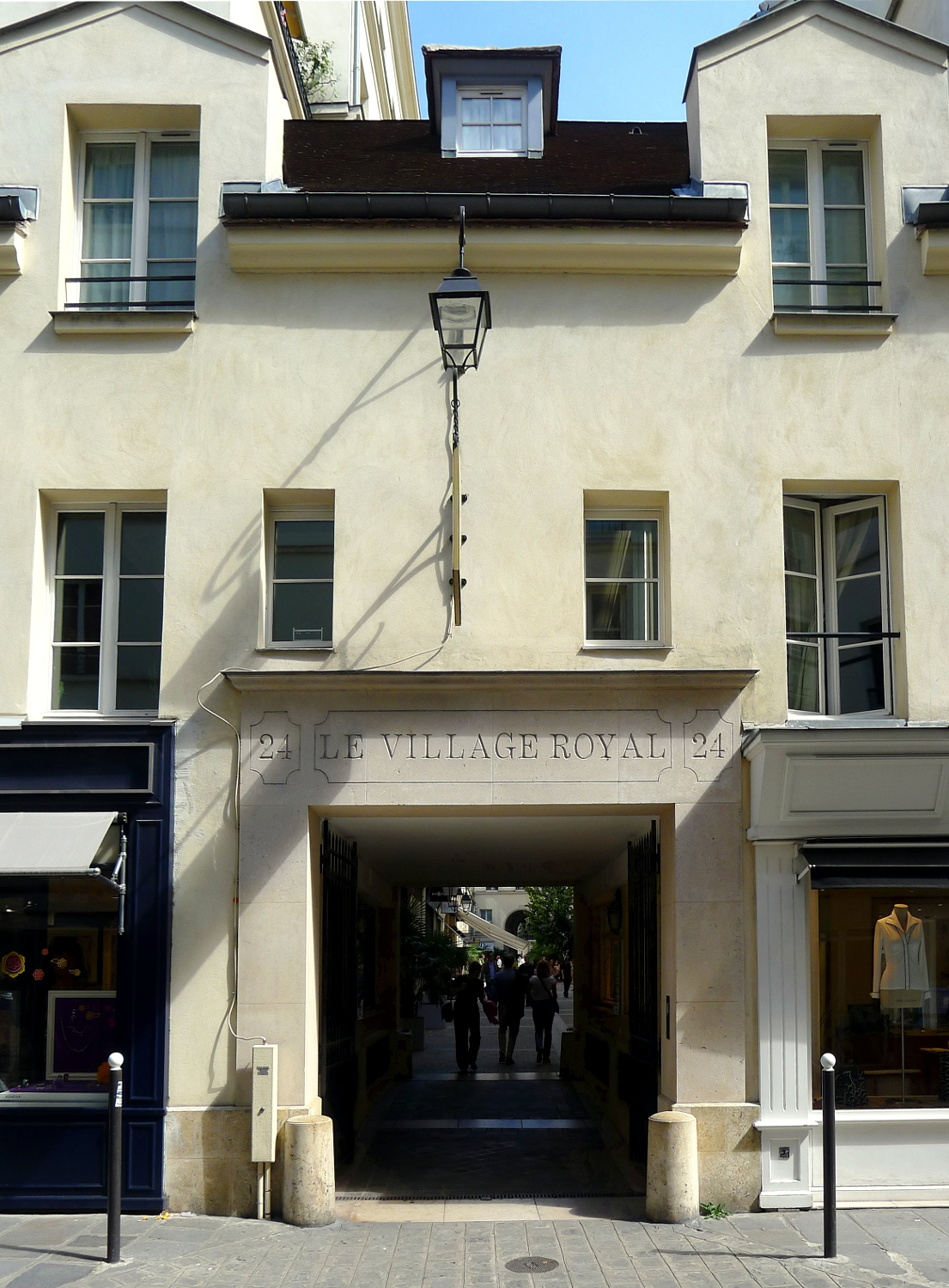
24号
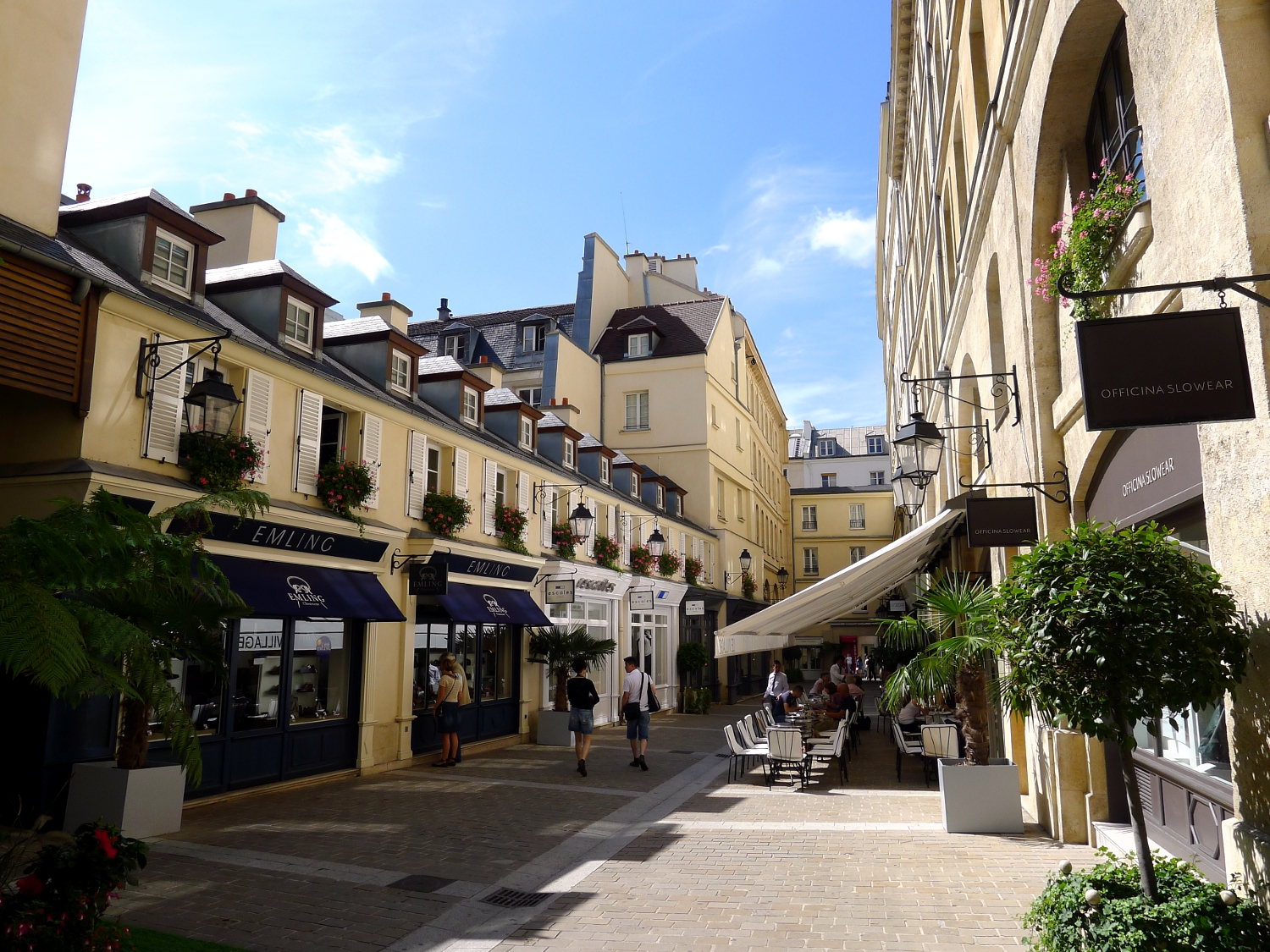

- 28号 : 作曲家让-巴普蒂斯特·吕利在此处去世。当前建筑物的日期从18世纪。巴黎公社成员布鲁内尔于1871年5月22日血腥的一周期间在此建立总部。

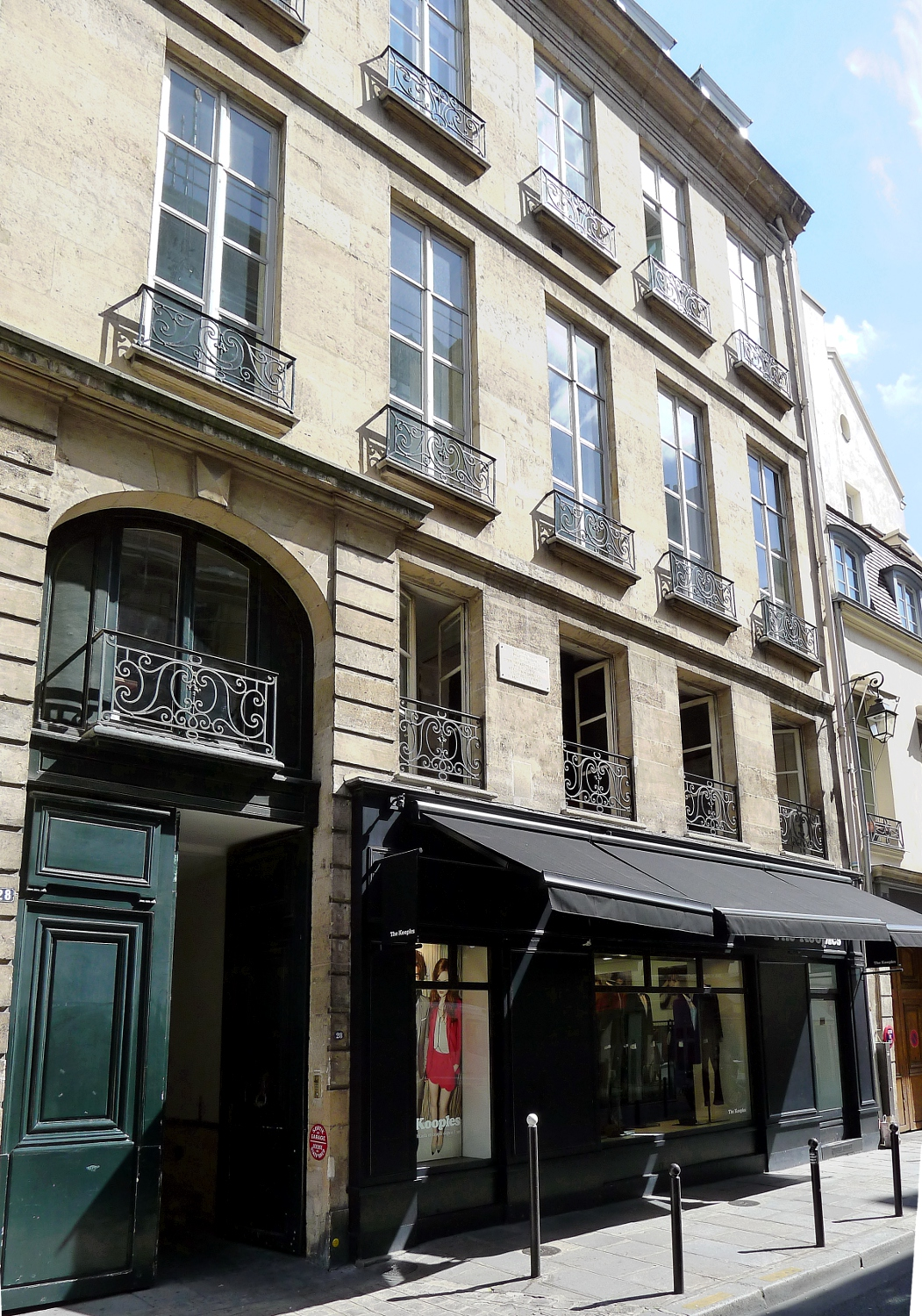
28号
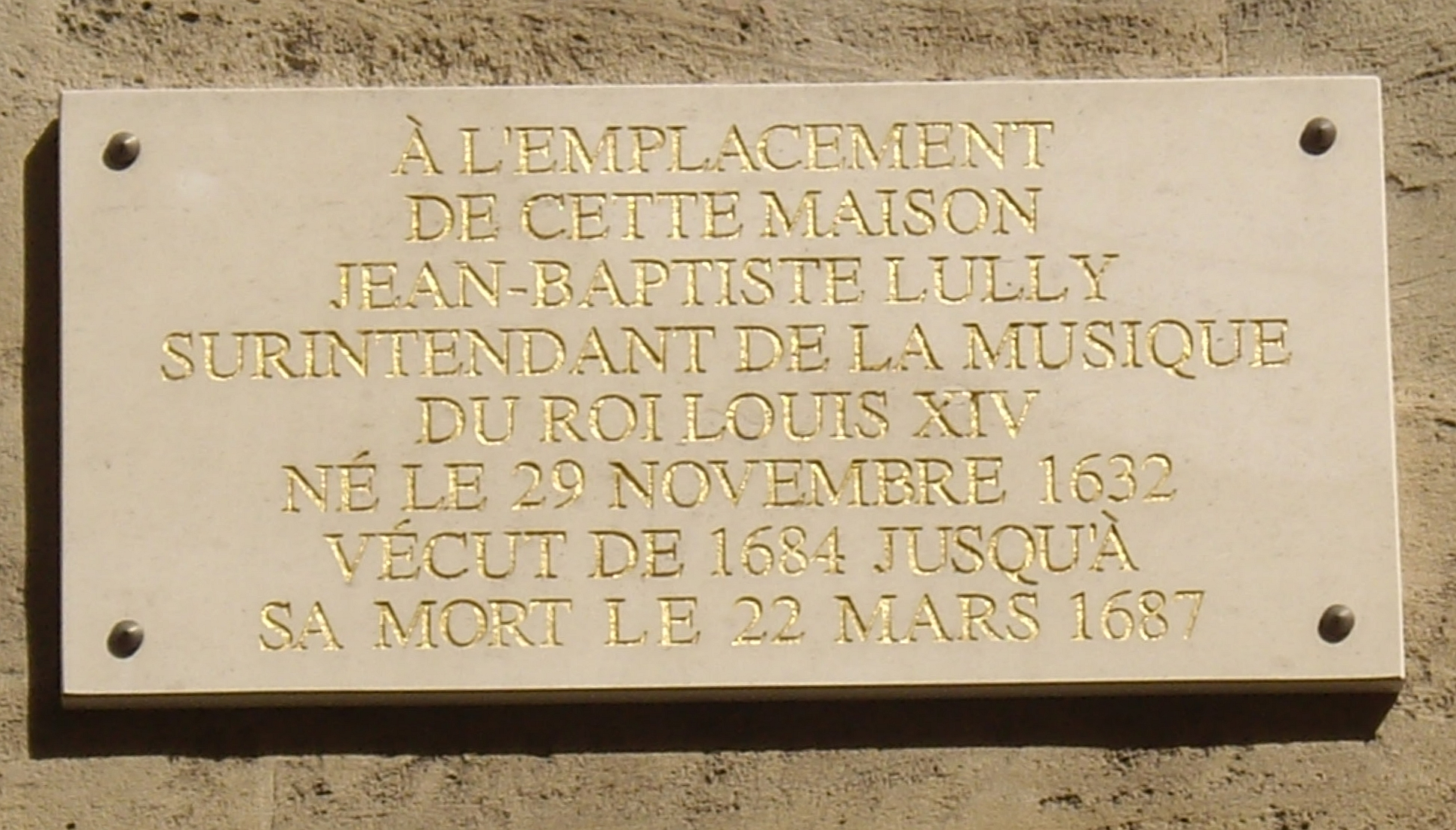

- 30号 : 马德莱娜拱廊街入口(另一入口在马德莱娜广场9号），建于1840年。

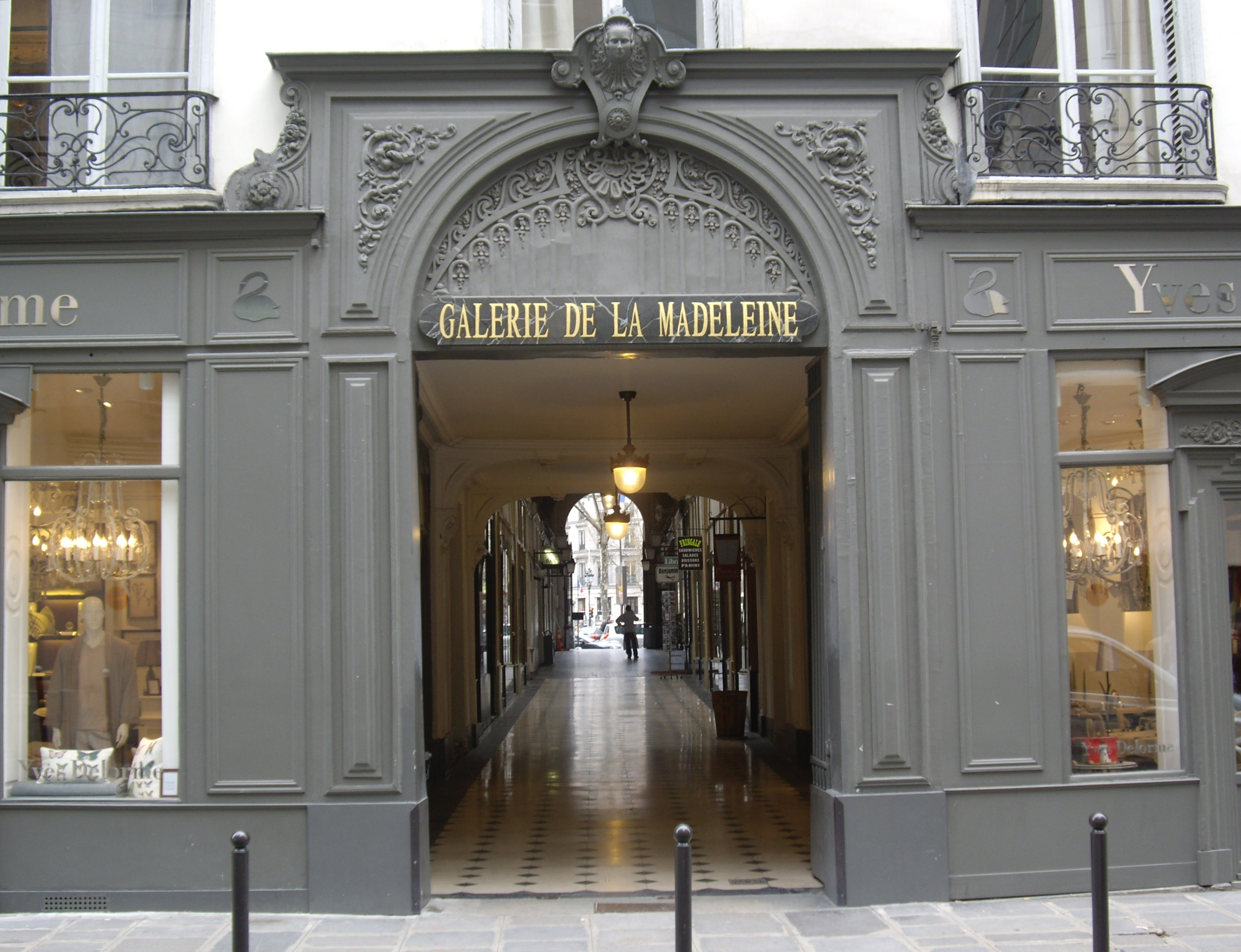
马德莱娜拱廊街
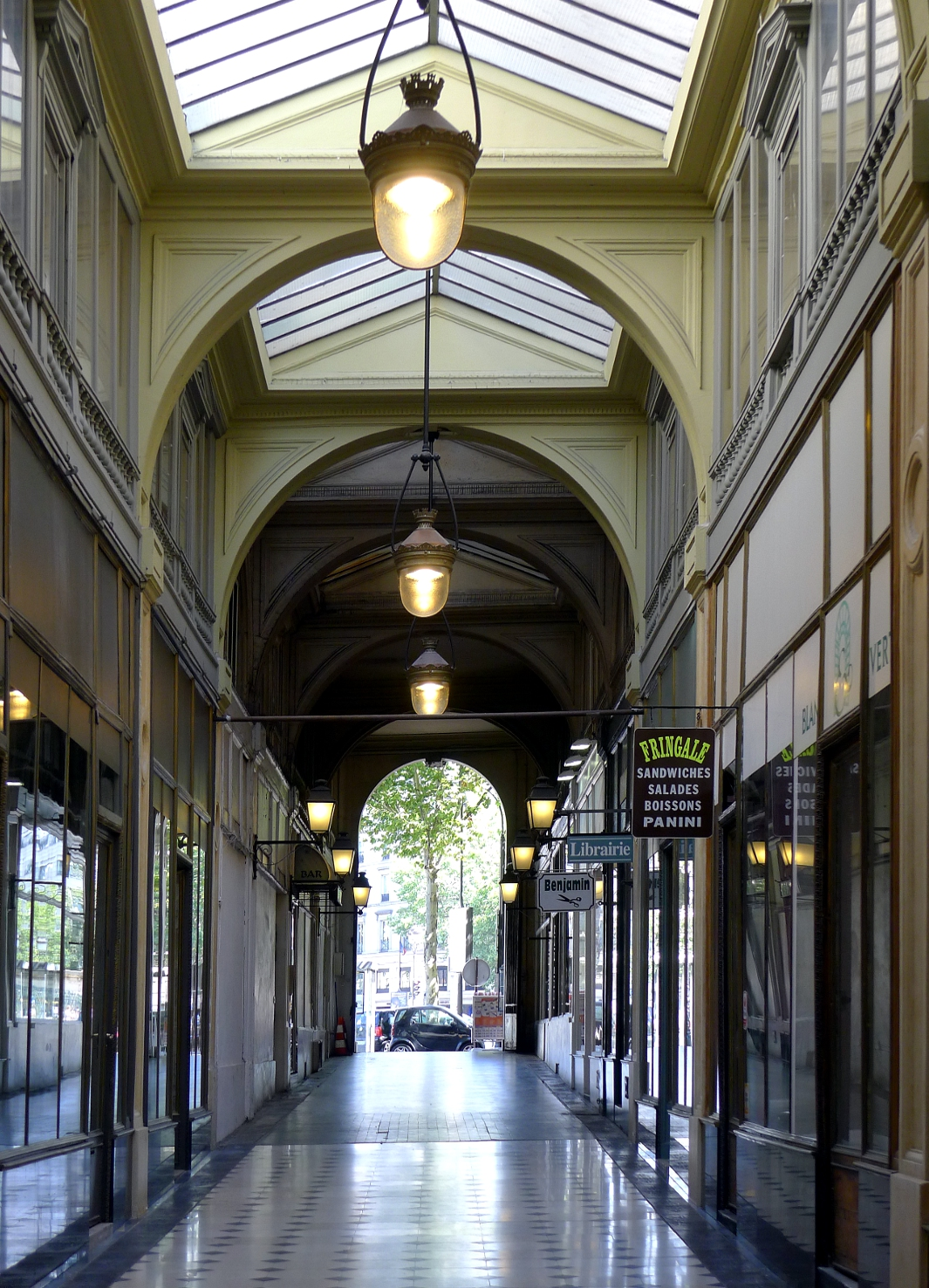

- 41号 :Tante Louise餐厅[1]